# Amants d'Apollon : L'Homosexualité dans la culture
 (juillet 2020).
Si vous disposez d'ouvrages ou d'articles de référence ou si vous connaissez des sites web de qualité traitant du thème abordé ici, merci de compléter l'article en donnant les références utiles à sa vérifiabilité et en les liant à la section « Notes et références ».
Amants d'Apollon : L'Homosexualité dans la culture est un essai de l'académicien Dominique Fernandez paru chez Grasset en 2015.

Cette œuvre est le troisième volet d’un triptyque dont le titre serait L’homosexualité dans la culture. 
« Ce volume doit être considéré comme le troisième volet d’un triptyque dont le titre général serait L’Homosexualité dans la culture. Le premier volet a paru en 1989, sous le titre Le Rapt de Ganymède (Grasset). Y étaient évoqués notamment, dans le cadre d’une réflexion sur les rapports entre nature et culture, saint Sébastien, le néoclassicisme, Schubert, Forster, Cavafy, Montherlant, Yourcenar, Tournier, certains opéras, beaucoup de films. Le deuxième volet, L’Amour qui ose dire son nom (stock, 2001), était consacré aux beaux-arts, peinture, sculpture, photographie, depuis l’Antiquité jusqu’aux temps modernes. »
— Page 29, édition Grasset, 2015.

## Résumé
Dans cet essai, Dominique Fernandez dans sa préface traite de l’influence de la psychiatrie dans l’homophobie ainsi que du manque de modèles homosexuels positifs. Il se met alors à la quête de figures homosexuelles depuis l’époque gréco-romaine (une «  période d'or » selon l'auteur) à nos jours à travers la peinture, la philosophie, le cinéma et la littérature. 
Il se consacre d'abord aux mythes fondamentaux (Narcisse, Hyacinthe…) et la disparition de l’évocation de leur homosexualité au fil des siècles. Ensuite, il décèle la face cachée d'œuvres (Don Quichotte, Armance...), de personnages (Don Juan...) et d'artistes (Rimbaud…). Et enfin il présente les « phares » de la cause homosexuelle, de Théophile Gautier à Mishima, et la place de l’homosexualité aujourd’hui.

## Accueil
Sélection non exhaustive des réactions critiques à la suite de la publication de l'ouvrage:
- «  Le bouquin fait 650 pages. Il est ardu. Dans son souci pédagogique, Fernandez s’y répète plus que nécessaire. Mais il est passionnant. On y apprend une multitude de choses. L’auteur nous livre des clés de lectures nouvelles. C’est un livre essentiel. » Lqadiri Fatima Zahra dans le Desk[4]
- « Dominique Fernandez poursuit sa généalogie de l'homosexualité où il y a nuances, inclinations, oppositions dans ses formes. Bougrement érudit ! »  Marc Lambron dans Le Point[5]